# 河北大学
河北大学（かほくだいがく、中国語: 河北大学）は、中華人民共和国河北省保定市の省部共建大学（中華人民共和国教育部と各省が共同で設立運営する地方大学）に分類される総合大学。1921年にフランスのイエズス会士が天津で創設した天津工商学院を起源とし、その後、校名の変更を重ねて、天津工商学院から、津沽大学、天津師範学院、天津師範大学（現在の天津師範大学とは異なる）などと称する時期を経て、1960年に現校名である河北大学となって、1970年に天津から河北省保定市へ移転した。出身者の中には、著名な経済学者・樊網（北京大学教授）らがいる。

## 大学の現状

### 概況

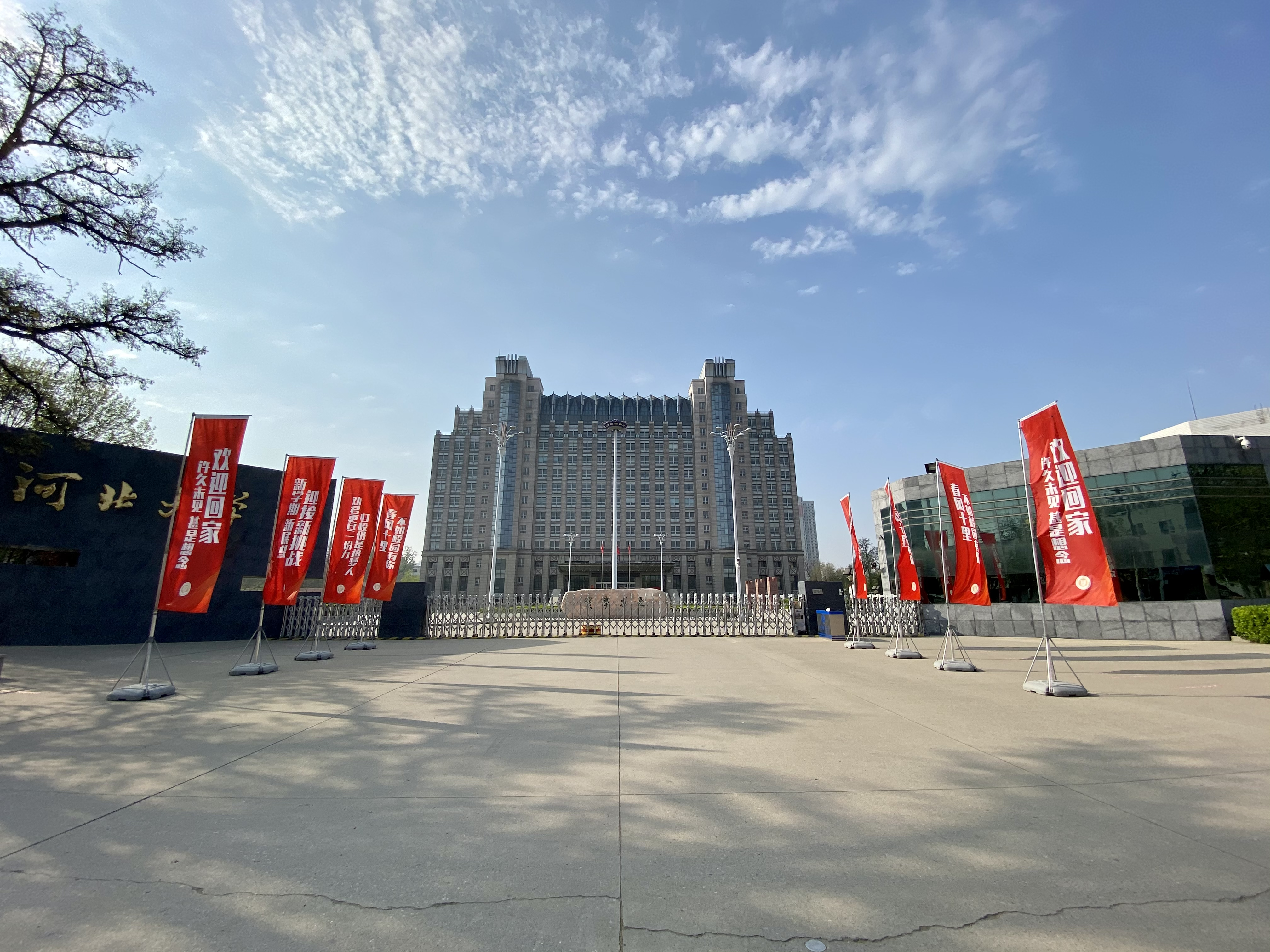
メインキャンパス

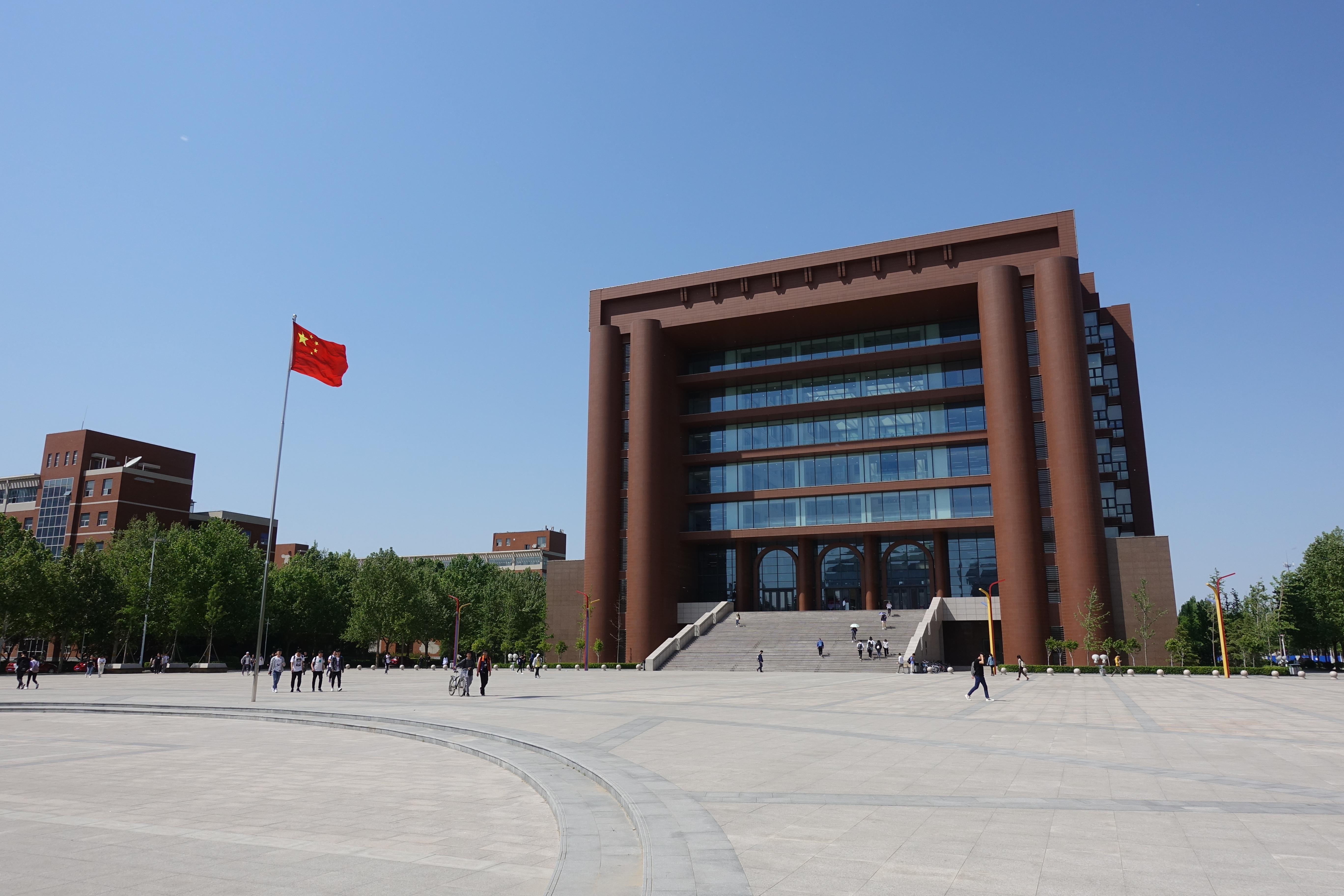
新校区図書館

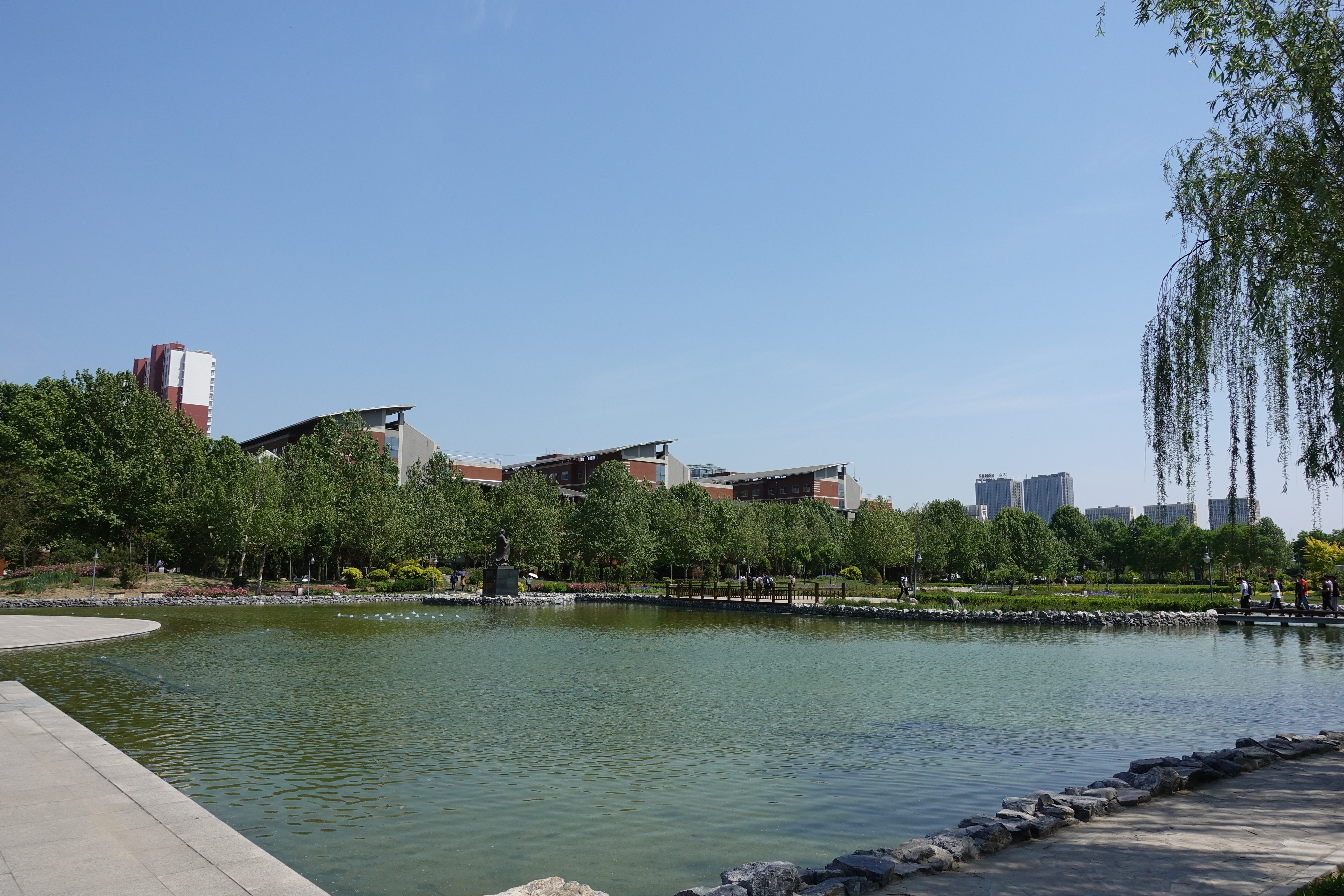
新校区

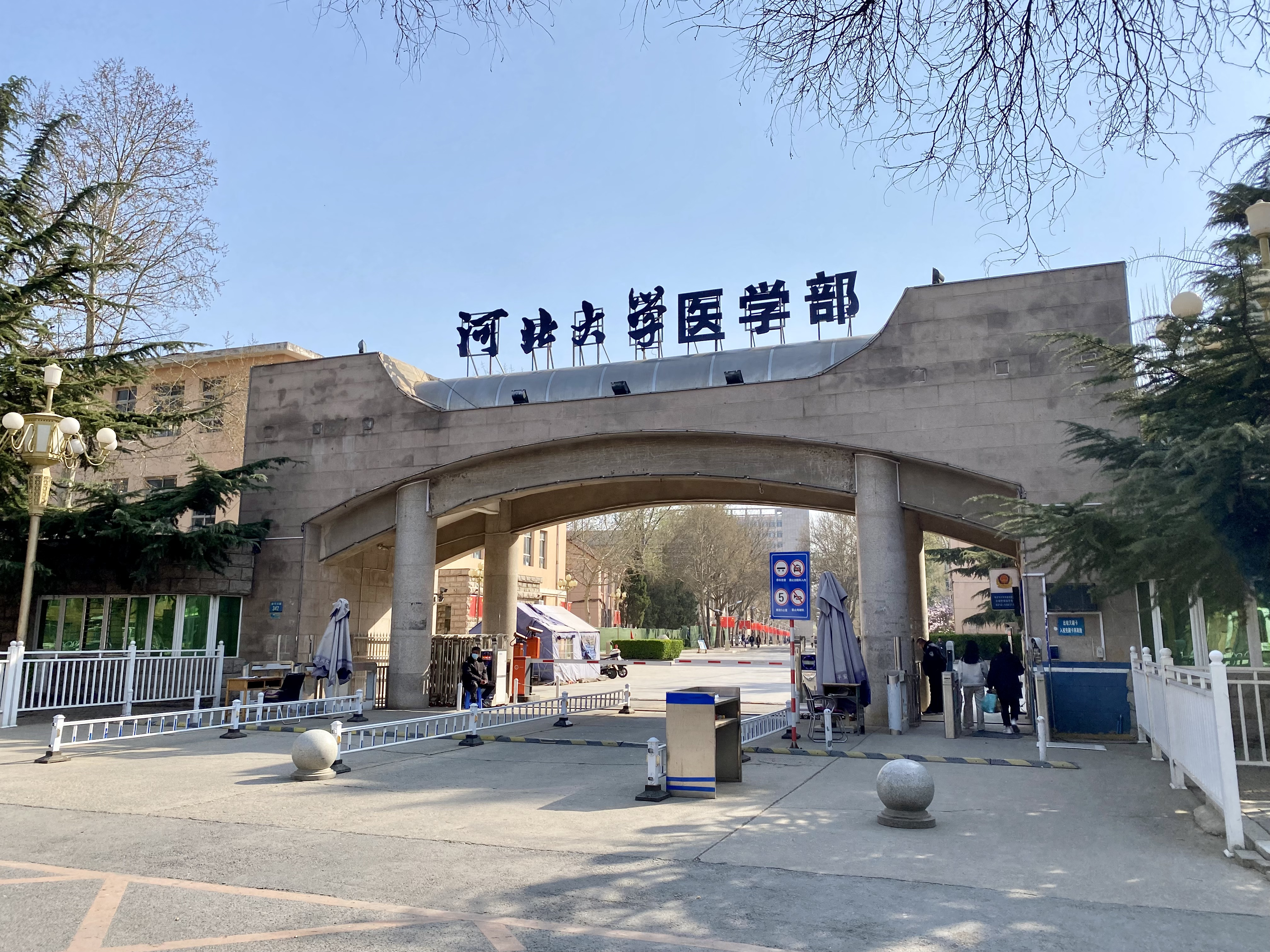
医学部

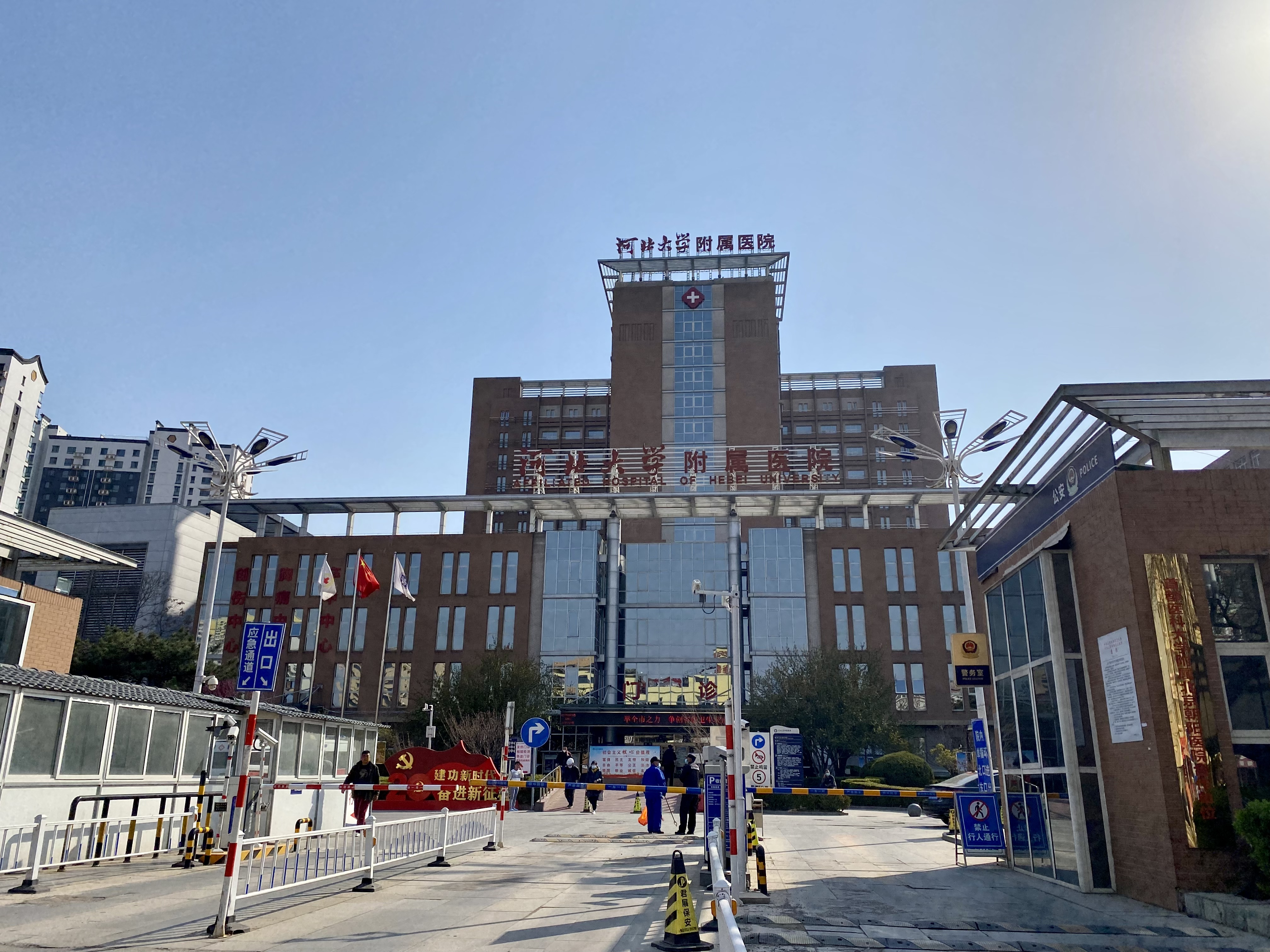
大学病院

河北大学には、学校本部、新校区、医学部等校区のキャンパスが設けられており、敷地面積は併せて2440畝（およそ160ヘクタール）、建築面積は95万平方メートル、教育研究用の器具設備の総価値1.93億元（およそ24億円）である。大学の運営状況は良好で、研究環境にも恵まれており、教育、科学研究両面で施設は先進的である。ネットワーク技術センター、ニュースセンターと体育館、音楽館、大学生活動センターと芸術教育センターなどの建物が設けられている。河北大学には、河北省の唯一の大学出版局である河北大学出版社がある。河北大学図書館の所蔵文献は390万冊で、所蔵数において河北省の図書館の中で最大の規模となっている。河北大学の博物館は、収蔵する動植物標本60万件以上、文化財7000件近くを擁し、その中には国家1、2級の文化財が70件あまり含まれており、所蔵品の量質ともに、全国の大学の中でも最高水準にある。河北大学付属病院は、一カ所に先進的な医療設備、専門の設備がそろっており、技術力も、サービスのレベルも高い。医療、看護、予防、保健、リハビリテーション機能なども併せもつ総合性3級甲等病院として、河北省の最も優れた「何でも優れた病院（百佳病院）」となっている。

### 院系（学部）構成
河北大学には、87の本科の専攻分野があり、哲学、経済学、法学、教育学、文学、歴史学、理学、工学、医学、経営管理学、芸術学と、大きく11分野の学科が学べる。11分野の学科全部を合わせると189種の修士号（うち39種の1級修士号）と、法律、教育、工事、公共管理、商工業管理などの19種の専門職修士号、37種の博士号（9種の1級博士号）の課程が用意されており、さらに博士課程修了者の科学研究流動拠点（中国語: 博士后科研流动站）8分野、中華人民共和国教育部による省属大学の人文・社会科学重点研究拠点と大学生文化素質教育拠点、教育部と省政府が共同で設置した重点実験室、省レベルの重点実験室8か所、12の省レベル重点学科、省レベルの文系基礎学科人材育成と科学研究拠点2か所、国家レベルの重点学科（育成）1か所がある。設置されている学院（日本の学部に相当）は、文学院、歴史学院、ジャーナリズム学院、経済学院、経営管理学院、外国語学院、教育学院、政治・法律学院、芸術学院、数学とコンピュータ学院、物理科学と技術学院、化学と環境科学学院、薬学院、生命科学学院、電子情報工学院、建物工学院、品質技術監督学院、臨床医学院、看護学院、基礎医学院と衛生職業技術学院がある。

### 学科構成
- 博士課程修了者の科学研究流動拠点（中国語: 博士后科研流动站）8分野：教育学、中国語文学、考古学、中国史、世界史、化学、生物学、光工学
- 1級博士号9分野：哲学、中国語文学、考古学、中国史、世界史、化学、生物学、光工学、経営管理学
- 2級博士号37分野：マルクス主義哲学、中国哲学、外国哲学、論理学、倫理学、美学、宗教学、科学技術哲学、世界経済、思想道徳教育、教育史、文芸学、言語学および応用言語学、漢語言文字学（中国語: 汉语言文字学）、中国古典文献学、中国古代文学、中国現代文学、中国少数民族言語文学、比較文学と世界文学、新聞学、コミュニケーション学、史学理論と史学史、考古学と博物館学、歴史地理学、歴史文献学、専門史、中国古代史、中国近現代史、世界史、無機化学、有機化学、分析化学、物理化学、高分子化学と物理、動物学、光工学、管理科学と工学

### 教員
河北大学の教員の力量は充実しており、教職員は総数3215人、専任教員だけでも1784人がおり、その中には、中国科学院会員（院士）2名と準会員（“軟引進”院士）7名、政府特別手当を受ける専門家27名、国家に特に貢献があるとされた専門家3名、国家の“百千万人材プロジェクト”の候補者2名、全国模範教師2名、全国優秀教師5名、全国優秀教育者1名、省管轄下の優秀専門家11名が含まれている。教授は328人、准教授（中国語: 副教授）は398人おり、博士課程の大学院生の指導教員は92人、修士課程の大学院生の指導教員は520人いる。また、博士の学位をもつ教員は、277人いる。

## 歴史
1921年、ローマ教皇庁の後押しを得たフランス政府は、カトリック教会直属の東南教区においてフランスのイエズス会士が天津市馬場道清鳴台にミッションスクールを創設して、当初は「天津農工商大学」、後に「天津工商大学」と対外的に名乗ったが、教会内では「天津聖心学院」と称していた。この動きは、中国におけるカトリック系の学校の設立・運営にとって重要なもので、当時まだカトリックの大学がなかった中国の北方において、空白を埋めるものであり、南方の上海震旦学院とも遠い距離を隔てつつ協力し合う関係にあった。
国民政府が創立した後に、この「大学」は国民政府教育部に設置認可を申告した。1933年8月に、国民政府教育部の第7923号訓令によって、正式な設置認可が下されたが、「大学」に必要とされた3院9系の標準に達していないとされたため、校名を河北省私立「天津工商学院」と改め設立することになった。
1944年、学院は、大学への昇格をめざして計画を立てた。1945年には、3院7系の体制を整備し、大学としての規模を備えるようになった。抗日戦争勝利の後、学院は国民政府教育部に対して、正式に組織改編によって大学へと昇格することを求める申し立てをした。1948年10月4日、国民政府教育部は正式に大学の設置を許可し、工商学院は、私立津沽大学に改称された。
1951年9月19日、中央人民政府教育部は（51）高一字1170号令を出し、津沽大学は公立に変わり、私立達仁商業学院、天津土木工事学校をそれぞれ商学院、工学院として合併した。これに津沽大学がもともと持っていた文学院を基礎にして、師範学院を設けられた。
1952年8月、全国の大学学部の調整が行なわれることになり、津沽大学の工学院3係と、もとの北洋大学が合併して、天津大学になった。津沽大学の財経学院3系は南開大学に合併となった。津沽大学は師範学院の基礎となって天津市教師学院を合併し、もとの所在地で改組された天津師範学院となった。
1958年、天津は新たに河北省の省直轄都市となり、省都は保定から天津へ移った。同年6月、河北省教育庁は天津師範学院を拡張して天津師範大学を創設することを決定した。1959年、天津師範大学は天津市の指導部の指示に沿って改組され、同年7月、中国共産党の河北省委員会は全省で5校の重点大学の一つに天津師範大学を選んだ。
1960年夏、河北省の人民政府委員会は教五字第258号通知により、天津師範大学を総合大学としての河北大学に改組し、河北省教育庁の指導の下に従属させる、という決定を下した。
1969年10月、冀革（69）130号および津革（69）163号の文書によって、河北大学は河北省の管理下に位置づけられた。同年12月から、河北大学は徐々に天津からの移転を進めた。1970年、河北大学の所在地は保定へ移り、天津馬場道74番の旧校地は、河北大学の留守番が置かれるだけとなった。
2002年5月、国家教育部と財政部は河北省人民政府とともに、向こう15年にわたって河北大学の建設を重点的に支持することを決定し、その間、省内唯一の実施例として、河北大学を省部共建大学方式の高等教育機関に改組していくことになった。
2005年5月、「河北省職工医学院の河北大学への合併に関する河北省人民政府見解」（冀政函［2004］の153）を根拠として、河北省職工医学院が河北大学と合併し、河北大学は医学部を創立した。
2005年11月、国家教育部と河北省人民政府は共に省部共建大学として河北大学を運営することに合意した。
2021年10月、創立100周年を迎える。

## キャンパス

### 本キャンパス
河北省保定市五四東路180号：一部の文系学部と理系学部、及び法人本部

### 新キャンパス

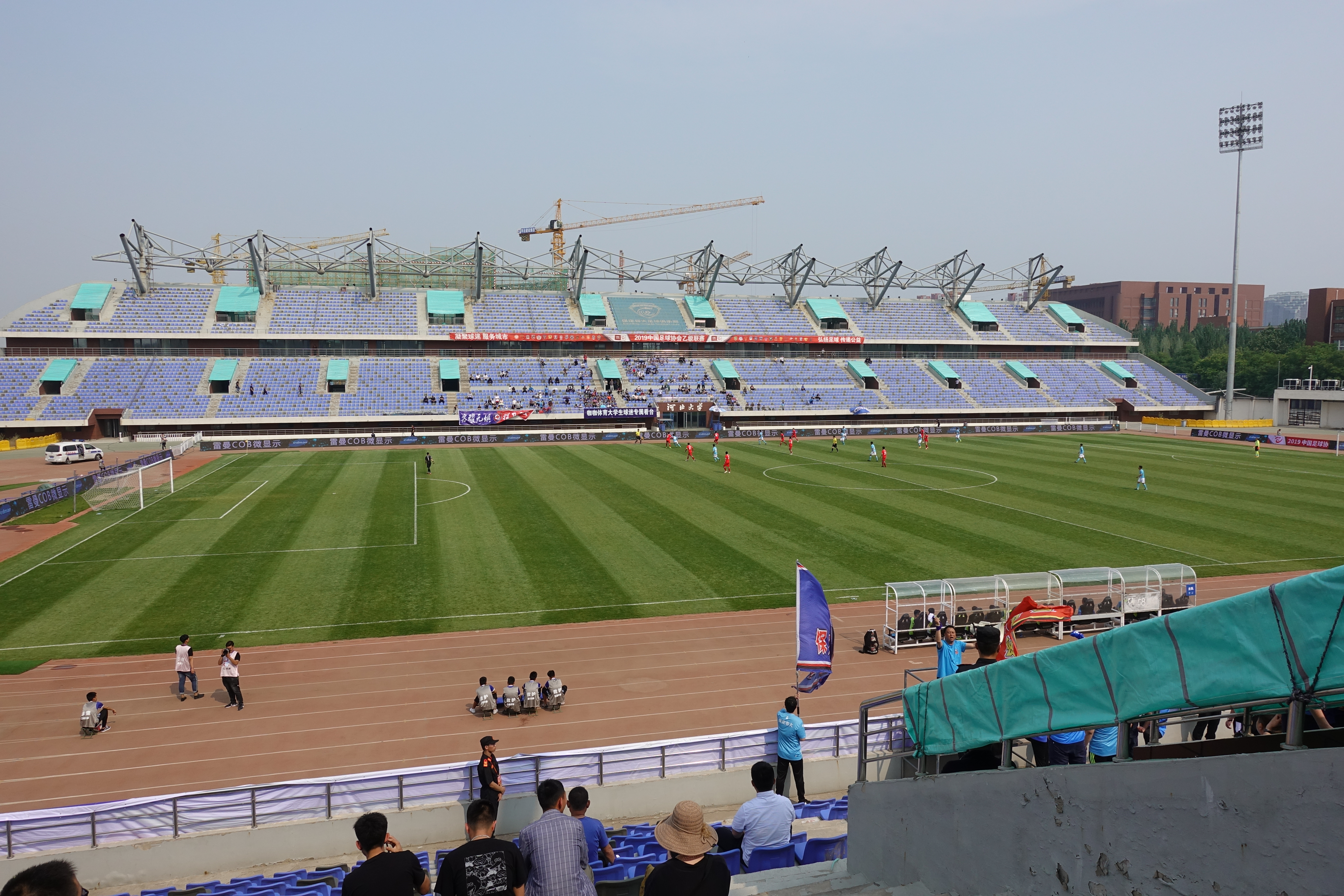

七一東路2666号：一部の文系学部、工科学部、芸術学部、国際学部、及び大学スタジアム（プロサッカーリーグのスタジアムとして利用）

### 医学部キャンパス
裕華東路：医学部及び大学病院

## 付属機関
- 河北大学付属大学病院（医学部）
- 河北大学付属第六医院[3]
- 河北大学博物館
- 河北大学付属学校系統（幼稚園、小、中）[4]